# Punk's Not Dead (film)
Punk's Not Dead è un documentario diretto da Susan Dynner e realizzato, nel 2006, in occasione del trentesimo anniversario della nascita del punk. Il film è girato nei locali underground, nelle feste, negli studi di registrazione, e perfino nei grandi magazzini e negli stadi, dove la musica e la cultura punk rock continuano ad esistere.
Attraverso le esibizioni di vari gruppi e le interviste a musicisti, discografici, fan e giornalisti che tengono in vita il punk, Punk's Not Dead confronta la musica e lo stile di vita pop punk attuali con le radici degli anni settanta e ottanta.
Le band che si esibiscono nel film sono:
- Sham 69
- The Evens
- UK Subs
- Fugazi
- Vice Squad
- Pennywise
- Minor Threat
- Circle Jerks
- Black Flag
- Good Charlotte
- The God Awfuls
- Bad Religion
- Rancid
- Billy Idol
- Green Day
- Charged GBH
- Funeral Dress
- The Offspring
- Morðingjarnir
- My Chemical Romance
- Subhumans
- Charged GBH
- Dropkick Murphys
- Social Distortion
- The (International) Noise Conspiracy
- Stiff Little Fingers
- NOFX
- Ramones
- The Used
- Sum 41
- The Adicts
- The Diffs
- The Exploited
- U.S. Chaos